# 新翠花園
新翠花園（英語：New Jade Garden），位於東區柴灣道233號，是港鐵港島綫柴灣站上蓋物業，為港島東區大型私人屋苑。新翠花園於1987至1988年入伙，鄰近青年廣場和柴灣公園，由新鴻基地產投得柴灣站上蓋物業發展權，再聯同大業主地下鐵路公司（今港鐵公司）合作發展，由何顯毅葉福全建築師樓（今稱hpa何設計）負責設計，並由新鴻基地產旗下的康業服務及啟勝管理服務分別管理住宅和商場，新翠花園住宅樓宇共有6座，每座有31層，提供1,488個單位。

## 住客會所設施
新翠花園擁有大型平台及住戶會所，設有戶外泳池、兩個標準網球場、兒童遊樂場、長者運動區、園藝花園、草地及休憩雅座等戶外設施。會所亦設有桌球室、乒乓球桌、會議室、藏書閣等室內休閒設施。這個大型平台使得該住宅的一樓等於一般樓宇的5樓。

## 住宅翻新工程

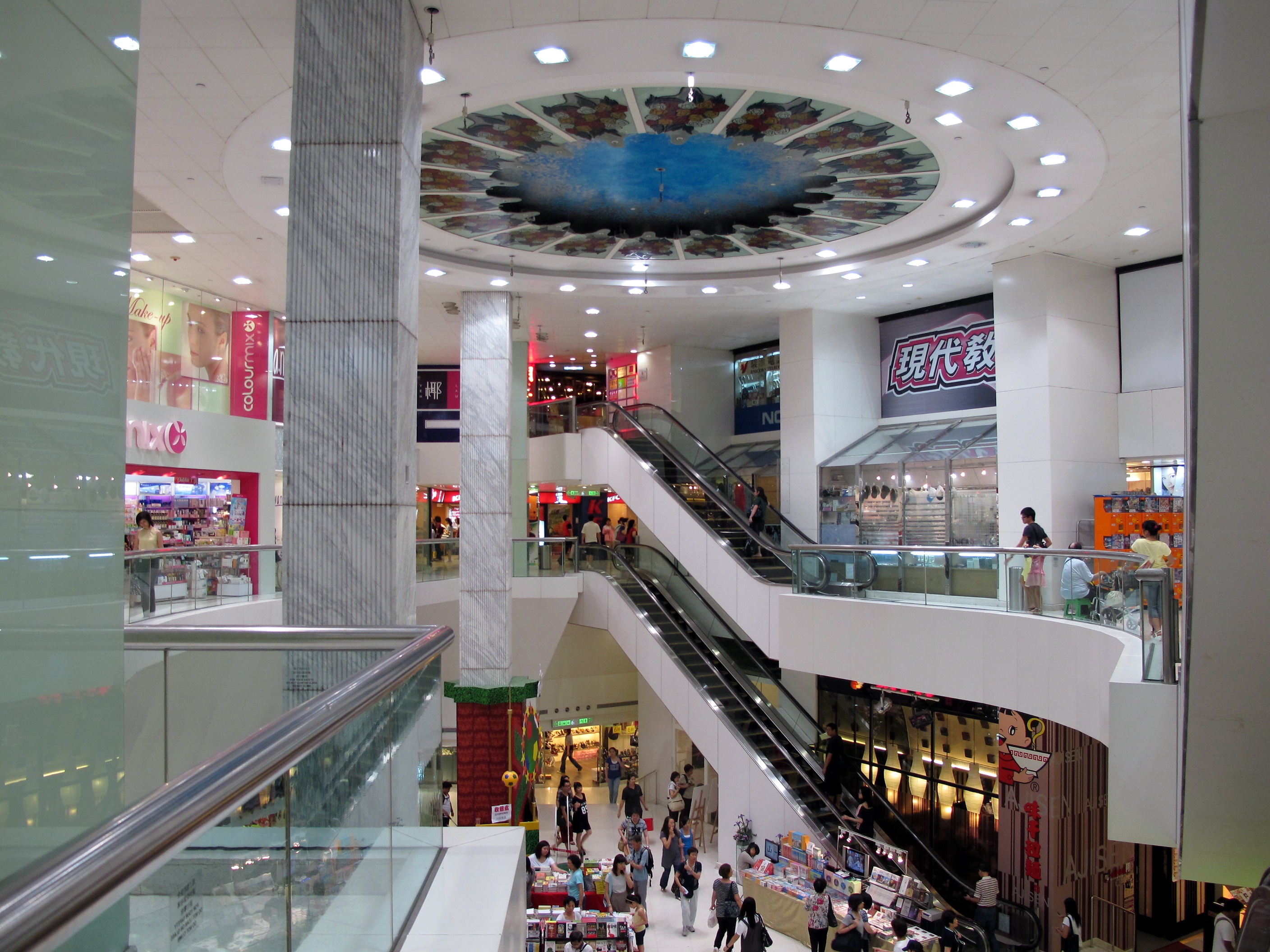
屋苑商場中庭

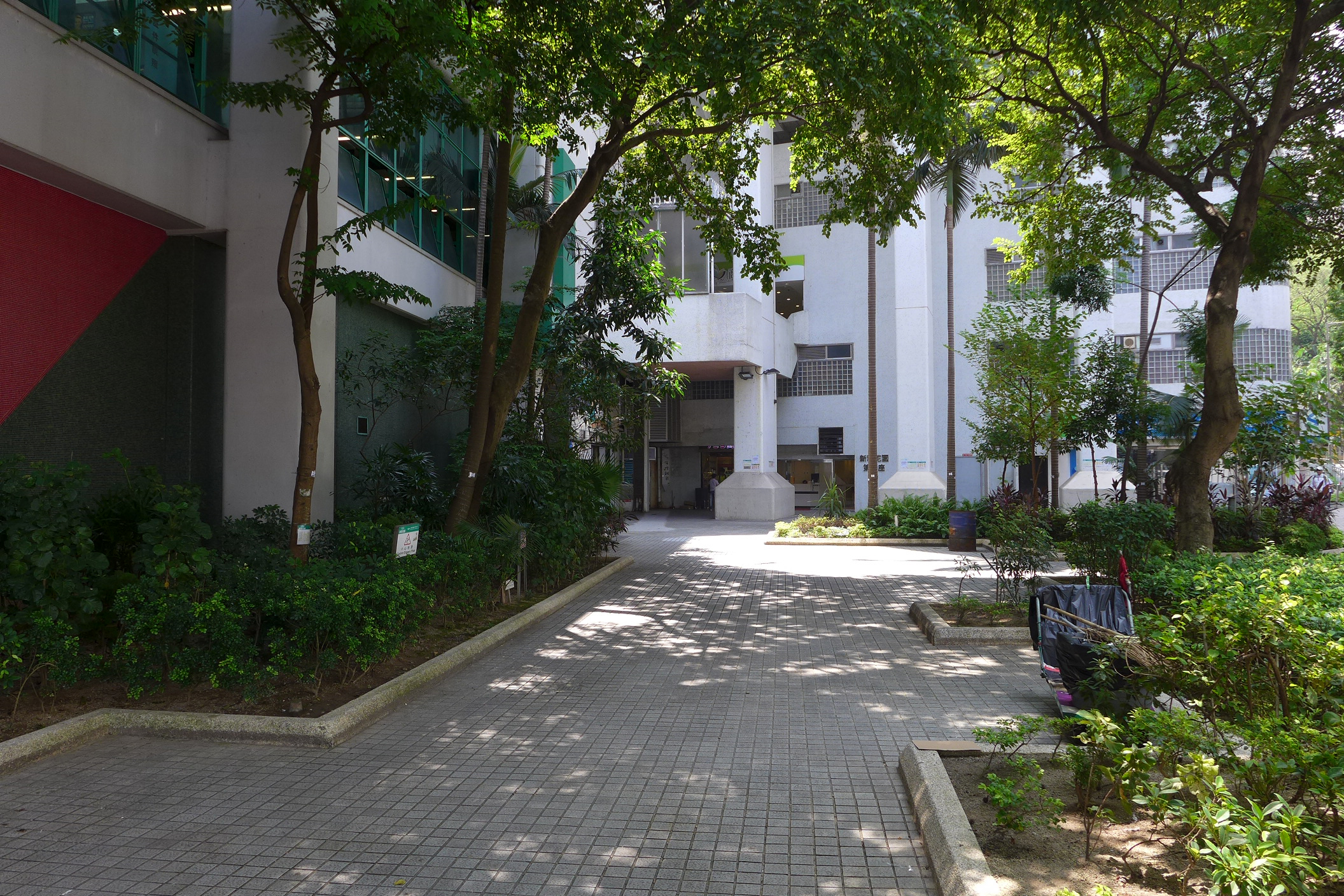
屋苑地下設休憩空間

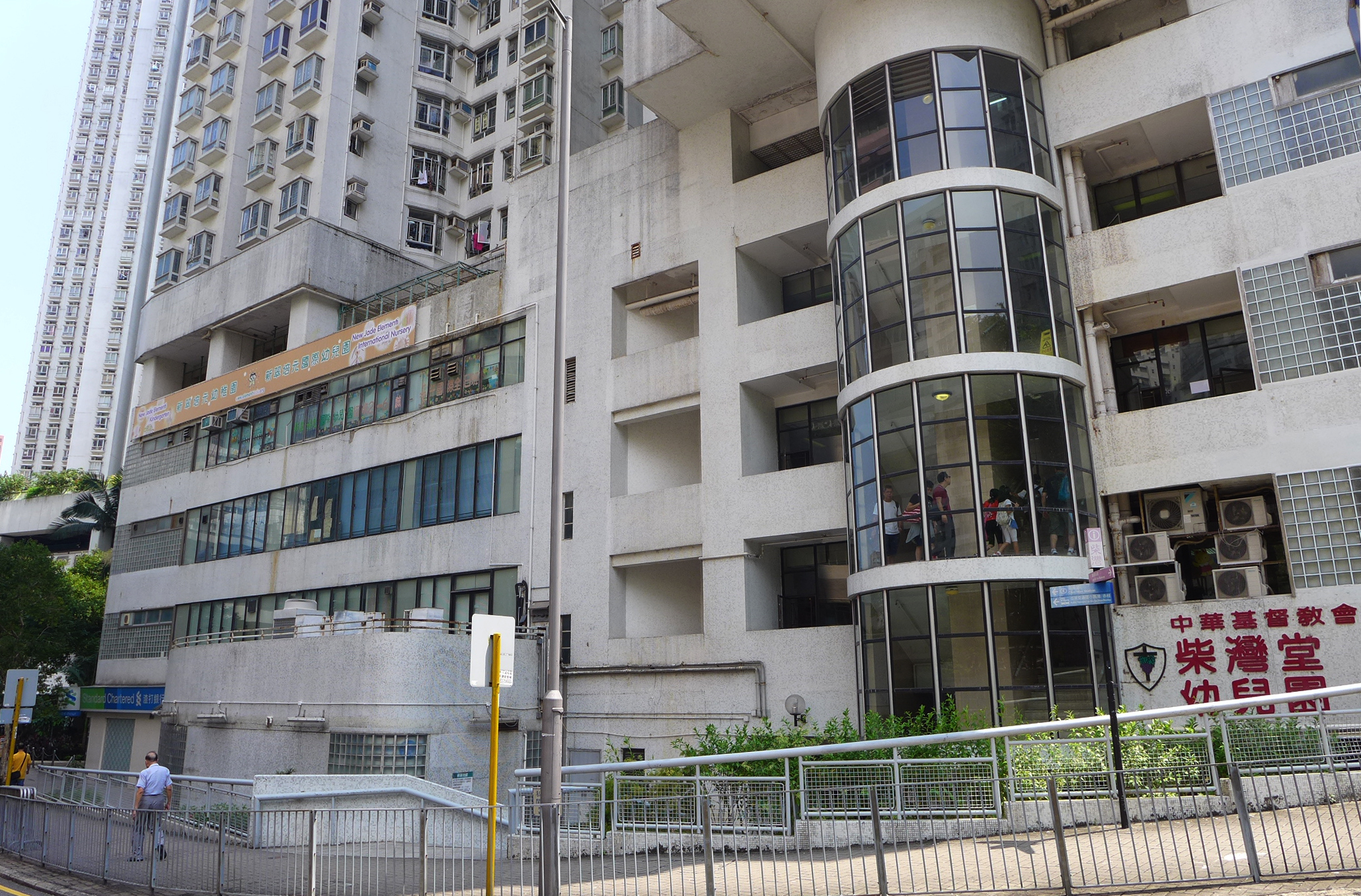
屋苑基座設多個社區設施

新翠花園已经设立住客拍卡进入制度，优化了屋苑保安管理。大堂和升降机已经翻新。

## 新翠商場
新翠花園的基座為新翠商場，樓高4層，佔地85,024平方呎，與柴灣港鐵站A出口相連。

## 公共設施
基座設多個香港政府部門和社區設施，包括2間幼稚園，利民會新翠實業社以至樓高4層的新翠花園政府合署，內設柴灣母嬰健康院、東區民政事務處、社會福利署柴灣社會保障辦事處及柴灣綜合家庭服務中心，令新翠花園成為集住宅、商業、政府、鐵路的綜合樞紐。

## 交通配套
新翠花園公共交通配套完善。住宅基座為港鐵港島線柴灣站，往返中環、金鐘、銅鑼灣及太古只需十多分鐘至20分鐘，16站直通堅尼地城高先電影院，尖沙咀和旺角亦只需30多分鐘。亦設有的士站、小巴總站及巴士站，可往來港九新界各區。
同時，新翠花園設有停車場，提供住戶專用車位及訪客車位。

## 東區校網
小學校網為16，而中學校網為東區。鄰近新翠花園的中學包括：文理書院 (香港)、嶺南衡怡紀念中學、寶血女子中學、慈幼英文學校、福建中學（小西灣）、衛理中學、張振興伉儷書院等。

## 道路改善措施
配合中环湾仔绕道的落成，东区走廊至中环及西区的交通挤塞問題大为改善，而将来由港岛西部前往东大屿都会只须额外4分钟车程。

## 著名業主
- 曾國衛：政制及內地事務局局長，前入境事務處處長

## 外部連結
- 中原地圖：新翠花園的位置 （页面存档备份，存于）
- 柴灣新翠花園商場[永久]